# أميتاي إتزيوني
أميتاي إتزيوني (بالعبرية: אמיתי עציוני‏) (بالإنجليزية: Amitai Etzioni)‏ (ولد باسم فيرنر فولك، 4 يناير 1929) هو عالم اجتماع إسرائيلي أميركي شغل منصب مدير معهد دراسات السياسات المجتمعية بجامعة جورج واشنطن. عمل سابقاً في جامعة كولومبيا، هارفارد، جامعة كاليفورنيا في بيركلي، كبير مستشاري الرئيس جيمي كارتر، ورئيس الجمعية الأميركية لعلم الاجتماع.